# Château de Vianges
Le château de Vianges est un château médiéval situé à Vianges  (Côte-dOr) en Bourgogne-Franche-Comté.

## Localisation
Situé en terrain plat, à la limite sud du village en rive ouest de la RD 15e.

## Historique
En 1327 Hugues de Vianges, chanoine d'Autun, garantit les rentes du chapitre sur son héritage. En 1461 à Vianges, il y a paroisse et forteresse où sont les hommes de l'église de Bard-le-Régulier. En 1474, Bernart de Cussigny, seigneur de Vianges, tient en rerefief du chapitre d'Ostun, la place et maison fort de Vianges". En 1646, Pierre Thibaud, métayer du château est dispensé de la taille. En 1696, les habitants de Chauvirey sont contraints au guet et garde du château de Vianges. En 1730, celui-ci est élevé en marquisat par Claude Morey. En 1750, Jean-Baptiste Mac-Mahon, devient comte d'Eguilly et marquis de Vianges par mariage avec Charlotte le Belin, veuve de Claude de Morey.[réf. souhaitée]

## Architecture
Le château de Vianges est une lourde bâtisse du XVIe siècle qui occupe le côté nord d'une plate-forme carrée entourée d'un double fossé en eau. Le fossé interne est franchi par un pont de pierre à deux arches ; le second fossé, conservé au nord et à l'ouest, est coupé par une chaussée dans l'axe du pont précédant. Entre les deux fossés s'élève une terrasse s'élève plus haut que la plate-forme, formant rempart. Le corps de logis comporte un étage carré sous comble ; la façade nord est flanquée en son centre d'une tourelle d'escalier à quatre pans[réf. souhaitée]. 
Le château et les fossés sont précédés au nord et à l'est par une basse-cour avec communs et pigeonnier, le tout entouré d'un mur d'enceinte, ouvert à l'est par une porte charretière avec porte piétonne flanquée de deux tours rondes avec canonnières et au nord, face au village, par une porte charretière sans défense. En 1999, les doubles fossés sot comblés pour laisser place à une pelouse. Les restaurations ont dégagé six canonnières dans les allèges des fenêtres du rez-de-chaussée au sud et de quatre autres dans le mur ouest[réf. souhaitée].
Les façades et les toitures, l’escalier intérieur, la porte de l'ancienne enceinte et le pigeonnier sont inscrits aux monuments historiques par arrêté du 22 février 1980